# 圣尼济耶教堂
圣尼济耶教堂（Église Saint-Nizier）是法国城市里昂的一座教堂，位于市中心的半岛的第二区，布雷斯特街，位于沃土广场以南，雅各宾广场以北。这座教堂得名于6世纪的里昂主教圣尼济耶。 
这个地点最初是阿提斯神庙，对他的崇拜可能是公元177年在里昂迫害基督教的原因。5世纪，里昂的第19任主教在废墟上兴建一座巴西利卡，来容纳177年受酷刑殉道者的遗物，命名为“神圣使徒教堂”。6世纪，主教们埋葬在教堂，特别是第28任圣尼济耶，他的尸体吸引了大批群众，据说他曾施行伟大的奇迹，因此教堂以他命名。